# Quairading
Quairading è una città situata nella regione di Wheatbelt, in Australia Occidentale; essa si trova 160 chilometri a est di Perth ed è la sede della Contea di Quairading. Al censimento del 2006 contava 596 abitanti.